# Sylvia Schenk
Sylvia Schenk (Rotenburg, 1 juni 1952) is een atleet uit Duitsland.
Op de Europese kampioenschappen in 1971 liep Schenk op de 800 meter in de halve finale.
Op de Olympische Zomerspelen van München in 1972 liep Schenk voor West-Duitsland de 800 meter. Haar tijd van 2:02,22 was genoeg om door te gaan naar de halve finale, maar daar was 2:01,50 niet genoeg voor de finale.
In de periode 2006 tot 2013 was Schenk bestuurslid van de Transparency International Germany.
Van 1989 tot 2001 was ze de eerste vrouwelijke president van de Bundes Deutscher Radfahrer.
Ook speelde ze enkele kleine rollen in Duitse televisieseries.

## Persoonlijke records
| Onderdeel             | Resultaat | Jaar |
| --------------------- | --------- | ---- |
| 800 meter             | 2:01,50   | 1972 |
| 1500 meter            | 4:30,1    | 1974 |
| 4x800 meter estafette | 8:16,8    | 1971 |

| Onderdeel | Resultaat | Jaar |
| --------- | --------- | ---- |
|           |           |      |
|           |           |      |

## Privé
Schenk was gehuwd met middellangeafstandsloper Franz-Josef Kemper.